# Imagine (3D szoftver)

Imagine-nel, Amiga 4000 alatt készített animáció

Az Imagine az 1990-es évek élvonalbeli 3D-modellező és ray tracing alkalmazása volt, melyet eredetileg Amiga számítógépekre fejlesztett ki az Impulse, Inc., majd kiadtak egyes változatokat MS-DOS-ra és Windows alá is. Az Amiga-verziót a későbbiekben a CAD-Technologies forgalmazta.
Az Imagine a - szintén az Impulse által kifejlesztett - TurboSilver ray tracing szoftverből származik, mellyel a cég az első között alkotott a tárgyban szélesebb körben elterjedt alkalmazást Amigára. A program a .iob kiterjesztést használja az általa készített objektumok mentésére. 
Az 5.1-es változattól kezdődően a fejlesztő a frissítéseket ingyenessé tette az Amiga Constant Upgrade Program (ACUP) keretében a terméket korábban megvásárló felhasználók számára egészen a feltételezett jövőbeni 6.0-ás kiadásig.

## Verziótörténet
Amiga
- 1990 Imagine[6]
- 1992 Imagine 2.0[7]
- 1993 Imagine 2.9[8]
- 1994 Imagine 3.0[9]
- 1995 Imagine 3.1[10]
- 1995 Imagine 3.2[11]
- 1995 Imagine 3.3
- 1995 Imagine 4.0[12]
- 1996 Imagine 5.0[13]
- 1998 Imagine 5.1 és 5.1a, első ACUP kiadás[14][15]
- 1998 Imagine 5.13
- 2000 Imagine 5.17[16] PowerPC támogatás
- 2006 Imagine 5.19, utolsó nyilvános kiadás[17]

MS-DOS
- 1993 Imagine 2.0
- 1994 Imagine 3.0
- 1995 Imagine 4.0

Windows
- 1996 Imagine 1.0
- 1997 Imagine 1.3.4, első CUP kiadás
- 1999 Imagine 1.9
- 1999 Imagine 2.0[18][19]
- 1999 Imagine 2.1.2
- 2000 Imagine 2.1.3
- 2000 Imagine 2.1.4, No Bones
- 2002 Imagine 2.1.5
- 2002 Imagine 2.1.6, kiadás és kiegészítő effektek (*.ifx fájlok)
- 2002 Imagine 2.1.7
- 2002 Imagine 2.1.8 kiadás és kiegészítő effekt (FireRing.ifx fájl)
- 2004 Imagine 2.1.9, utolsó nyilvános kiadás, Volumetric hozzáadva